# جمال جمعة
جمال جمعة (1956 -) هو شاعر ومترجم وباحث عراقي.

## حياته
ولد في بغداد ونال شهادته الجامعية من كلية الآداب في جامعة البصرة ثم أكمل تعليمه الأكاديمي العالي في مملكة الدنمارك ونال شهادة الدكتوراه من كلية العلوم الإنسانيّة في جامعة كوبنهاغن، حيث كان يقيم هناك منذ عام 1984.
أسّس مجلة «الصوت» عام 1987 والتي كانت أول مجلة تعنى بالأدب العراقي المغترب في أسكندنافيا، وأشرف على صدورها لحين توقفها بعد سنتين، فكانت أوّل مجلة عراقية غير رسميّة.

## مسيرته
وساهم فيما بعد بتحرير مجلة «أقواس» سكرتيرًا للتحرير، وهي مجلة فكريّة فصليّة تصدر عن دار المدى، لكنّه انسحب من تحريرها بعد صدور العدد الثالث ليتفرغ للترجمة والتأليف، وهو من الكتّاب العرب القلائل الذين يعيشون من ريع كتبهم وترجماتهم دون الارتباط بوظيفة حكومية أو مؤسسات إعلامية عامة أو خاصة، قبل أن يعمل أستاذًا للأدب العربي في جامعة فيلنيوس.
ترجم نصوصًا عديدة من الأدب العالمي عن اللغات الإنجليزية والدنماركية، منها ديوان الشاعر التركي أورخان ولي و «ديوان الغجر» الذي يضمّ مختارات من أغاني غجر يوغسلافيا، إضافة إلى رواية «سقوط الملك» للكاتب الدنماركي يوهانس فلهلم ينسن الحائز على جائزة نوبل للآداب عام 1944، ويعتبر من المساهمين الرئيسيين في تعريف القرّاء العرب بالأدب الدنماركي.
قام بتحقيق ونشر مجموعة من الكتب التراثية الإيروتيكية مثل الروض العاطر في نزهة الخاطر للشيخ النفزاوي 1990، «نزهة الألباب فيما لا يوجد في كتاب» لشهاب الدين أحمد التيفاشي، و «النصوص المحرّمة» التي كتبها أبو نواس، إضافة إلى «كتاب الحمقى والمغفلين» للإمام ابن الجوزي و «ديوان الزنادقة»، ويعود له الفضل في إطلاق مصطلح «الإيروتيكية» الذي كان أوّل من صاغه واستعمله في مقدمته لكتاب «الروض العاطر» الصادر عام 1990 في بيروت، ثم قام بترسيخ هذا المصطلح بسلسلة تحقيقات للتراث الإيروتيكي العربي التي أعطت زخماً قوياً للأدب العربي للخروج من تابوهات الجسد في الكتابة.
كتب الأديب المغربي هشام فهمي عن تجربته قائلاً: كان جمال يستشرف بذكاء حادّ دور الأنترنت كفضاء للثقافة المضادّة، دون أن ننسى إنجازه الورقيّ الذي ضمّ كتبا عربية مثيرة للجدل أخرجها من صندوق التراث العربيّ المسوّس. فهو محقِّق «الرّوض العاطر» للنفزاوي و «النّصوص المحرّمة» لأبي نواس و «نزهة الألباب فيما لا يوجد في كتاب» للتيفاشي و «كتاب الحمقى والمغفّلين» لعبد الرحمن بن الجوزي، إضافة إلى كتابه الأخير «ديوان الزنادقة». جمال جمعة مُحقِّق ما لا يتحقَّق، أحد حفّاري الذات العربية الدؤوبين.
قام الموسيقار العالميّ الشهير، البريطانيّ الأصل، مايكل نايمان بوضع الموسيقى لقسم كبير من قصائده في ديوان «رسائل إلى أخي» التي تدور عن حرب الخليج الثانية المسمّاة «عاصفة الصحراء» عام 1990، حيث كان الشاعر قد كتبها على شكل رسائل شعرية موجهة إلى أخيه الذي كان أسيراً في مخيمات الأسرى في صحراء السعودية آنذاك. قامت فرقة أوركسترا البي بي سي السمفونيّة وجوقة الإنشاد التابعة لها بالأداء الكوراليّ للقصائد على مسرح الباربيكان في لندن يوم 10مارس 2007.
تُرجمت أشعاره وتحقيقاته إلى العديد من اللغات العالمية أبرزها: الإنجليزية، الإسبانية، الدنماركية، الفارسية، التركية، اليونانية والسويدية وغيرها من لغات العالم الحيّة.

## إصدارات

### الدواوين
- الرسم بالمدن،  الطبعة الأولى 1990 / الدار العربية للعلوم، بيروت 2010
- الإشادة بآخر الملوك،  الدار العربية للعلوم، بيروت 2010
- الناسوت،  الطبعة الأولى 1987 / الدار العربية للعلوم، بيروت 2010
- الهوامش والتتمات،  منشورات الصوت ودار الفارزة، كوبنهاغن ـ جنيف 1991.
- الفصوص الإسكندنافية،  دار صحارى، براغ 1992
- كتاب الكتاب،  الطبعة الأولى 1990 / الدار العربية للعلوم، بيروت 2009.
- أوقات مع ميرو،  دار خطوط وظلال، عمّان 2023
- مصافحة في الظلام ـ رسائل إلى أخي،  مؤسسة الانتشار العربي، بيروت 2009.
- يوميات السائر في نومه،  مؤسسة الانتشار العربي، بيروت 2009.
- الفصوص الإسكندنافية ـ أوقات مع ميرو،  الدار العربية للعلوم، بيروت 2010 (طبعة مزدوجة)
- اختراق حاجز الصوت ـ مختارات شعرية،  الطبعة الأولى دار الشؤون الثقافية، بغداد / الدار العربية للعلوم، بيروت 2013
- قصائد فيلنيوس،  الدار العربية للعلوم، بيروت 2015.
- شرفة في شارع جدمينو،  الدار العربية للعلوم، بيروت 2016.

### التحقيقات
- الروض العاطر في نزهة الخاطر، النفزاويّ، رياض الريس للكتب والنشر، بيروت 1990
- نزهة الألباب فيما لا يوجد في كتاب،  التيفاشيّ، رياض الريس للكتب والنشر، بيروت 1992
- النصوص المحرّمة،  أبو نؤاس، رياض الريس للكتب والنشر، بيروت 1994
- كتاب الحمقى والمغفلين، ابن الجوزي، دار غومه للنشر، طرابلس، ليبيا 2000
- ديوان الزنادقة،  جمع وتحقيق، منشورات الجمل، بيروت 2007
- شوق المستهام في معرفة رموز الأقلام،  ابن وحشيّة، منشورات الجمل، بيروت 2010
- طبّال الليل، ديوان قاسم جبارة، الدار العربية للعلوم، بيروت 2016

### الترجمات
- هذه الأرض، تلك النجوم، هذه الأشجار، أورخان ولي، منشورات المجمع الثقافي، أبو ظبي 1998
- قرب المسافة، ينس فنك ينسن (شعر دنماركي)، منشورات ألواح، مدريد 1999
- أساتذة اللاشيء، يانوس كودال (شعر دنماركي)، منشورات ألواح، مدريد 2000
- العهد العظيم، بو غرين ينسن (شعر دنماركي)، منشورات ألواح، مدريد 2007
- ديوان الغجر، أغاني غجر يوغسلافيا، مؤسسة الانتشار العربي، بيروت 2008
- 39 قصيدة إلى المكتبة المحترقة، نيلس لينجسو (شعر دنماركي)، الدار العربية للعلوم، بيروت 2009
- سقوط الملك، يوهانس فيلهلم ينسن (رواية)، الدار العربية للعلوم، بيروت 2010
- صحراء في اليدين، مورتن سونجورد (شعر دنماركي)، الدار العربية للعلوم، بيروت 2010
- نظام الأشياء، مورتن سونجورد (رواية)، الدار العربية للعلوم، بيروت 2010
- الكيد المرتد، بيا تافدروب (شعر دنماركي)، الدار العربية للعلوم، بيروت 2010
- حين أصير أعمى، نيلس هاو (شعر دنماركي)، الدار العربية للعلوم، بيروت 2010
- صيد في نهر الحياة، ميريته بريدس هيله (رواية)، الدار العربية للعلوم، بيروت 2012
- السيدة ماريا غروبة، ي. ب. ياكوبسن (رواية)، الدار العربية للعلوم، بيروت 2013
- العربية السعيدة، ثوركيلد هانسن (رواية)، الدار العربية للعلوم، بيروت 2015
- أنت يا أناي أنت، كريستينا هسلهولدت (رواية)، الدار العربية للعلوم، بيروت 2015
- جادّة الطفولة، توفا ديتلوسن (رواية)، الدار العربية للعلوم، بيروت 2018
- المريض رقم صفر: كيف واجه المبدعون الأوبئة عبر التاريخ، مقالات مختارة، دار المأمون، بغداد 2021.[11]
- اعترافات لصّ كتب تائب، مقالات مختارة، دار المأمون، بغداد 2021.[12]
- مرافعة غاليليو، مقالات مختارة، دار المأمون، بغداد 2022.[13]
- شعراء الحرب الباردة، دراسات، دار المأمون، بغداد 2023.[14]
- حديقة المسرّات الأرضيّة، جماليات الفنّ التشكيلي، دار المأمون، بغداد 2024.

### كتب متنوعة
- سيّد الأرض، دار ثقافة الأطفال، بغداد 1980

## الأعمال المترجمة إلى اللغات العالميّة
- السويدية
  - كتاب الكتاب (مالمو 2012)
- اليونانية:
  - كتاب الكتاب (أثينا 2010)
- الدنماركية
  - كتاب الكتاب (كوبنهاغن 1990)
  - رسائل إلى أخي (كوبنهاغن 1995)
  - يوميات السائر في نومه (كوبنهاغن 1998)
  - أوقات مع ميرو (كوبنهاغن 2012)
- الإنجليزية:
  - كتاب الكتاب (نيويورك 2005)
  - يوميات السائر في نومه (بغداد 2008)
  - الروض العاطر في نزهة الخاطر (نيويورك 1999)
- التركية:
  - كتاب الكتاب (إسطنبول 1999)
- الإسبانية:
  - نزهة الألباب فيما لا يوجد في كتاب (مدريد 2003)
- الألمانية:
  - الروض العاطر في نزهة الخاطر (برلين 2002)
- الفارسية:
  - من وتو كتابيم، ترجمة: عباس نادرى (طهران 2006)
  - باييز آرايشكَر، ترجمة: حمزة كوتي (طهران 2009)
  - كتابِ كتاب، ترجمة: بهزاد بابيروند (طهران 2012))
  - روزانه هاي خوابگرد، ترجمة: عدنان آل عصفور (طهران 2015)
- الصربية:
  - الروض العاطر في نزهة الخاطر (بيوغراد 2014)